# Ente confessionale
Un ente confessionale è un ente sottoposto ad una confessione religiosa che gode di un determinato riconoscimento nell'ambito di uno Stato laico e destina le sue principali attività al culto o materie connesse.
Gli enti confessionali godono di particolari vantaggi, fiscali ed organizzativi, ma necessitano in Italia (come in altre parti) di un legame organico con la Confessione di appartenenza, formato da due aspetti-requisiti:
- ecclesiasticità strutturale: riconoscimento e strutturazione propria della confessione sotto quale l'ente è sottoposto
- ecclesiasticità funzionale: il fine deve essere principalmente religioso

Posto che lo Stato non può mai costituire un Ente ecclesiastico proprio per lasciar libera l'iniziativa religiosa, l'aspetto più rilevante oltre alle varie esenzioni fiscali è l'impossibilità per lo Stato stesso di intervenire all'interno dell'Ente, derogando a principi civilistici universali come il principio maggioritario nelle decisioni (solitamente gli enti ecclesiastici usano un principio gerarchico invece, o una Regola), o non entrando all'interno con sostituzioni, controlli, commissariamenti o amministrazioni giudiziarie.
È fatto salvo il caso di infrazioni penali e tributarie, oltre ad un certo margine comunque di cautela per evitare comportamenti abnormi.

## Riconoscimento
In Italia il riconoscimento ad opera dello Stato e dei suoi apparati pubblici serve ogni qualvolta un ente ecclesiastico non possa ottenere un attestato per antico stato di possesso: sono i casi più eclatanti di persone giuridiche presenti da tempo immemore (come la Santa Sede, la Tavola Valdese, gli entri centrali della Chiesa, i seminari, le parrocchie di antica istituzione e i capitoli) che non necessitano di alcun controllo.
Altrimenti lo Stato offre due vie: il riconoscimento ex lege, nei casi di enti particolarmente importanti ed evidenti nella loro struttura ed attività (il caso della CEI, riconosciuta per legge); oppure la Procedura Nazionale Unitaria, filtrata prima dalla Prefettura e poi dalla Direzione Centrale per gli Affari dei Culti presso il Ministero dell'Interno.
La seconda è abbastanza articolata ed è stata parificata e centralizzata per qualsiasi confessione per evitare discriminazioni ed abusi. È strutturata in tre fasi:
- Presentazione della Domanda da parte del rappresentante dell'Ente o dalla stessa autorità confessionale alla Prefettura diretta alla Direzione centrale per gli Affari dei Culti. Questa domanda dove fornire più documentazione possibile o quantomeno quella richiesta dalla normativa in materia per dimostrare che l'ente abbia i requisiti per ottenere la qualifica
- Istruttoria, prima locale e poi centrale con potenziale interessamento del Consiglio di Stato
- Decisione, negativa o positiva, nel qual caso segue formale del Decreto del Ministro dell'Interno da pubblicare sulla Gazzetta Ufficiale.

I requisiti per il riconoscimento che l'Autorità Pubblica deve controllare se sussistenti sono:
1. Sede in Italia;
2. Rapporto organico con la confessione, ossia rispondenza alle esigenze religiose dei fedeli;
3. L'autonomia patrimoniale (cioè la sufficienza di mezzi) che ha assunto nel tempo una minore rilevanza per la possibilità, data anche alle persone giuridiche non riconosciute, di operare nell'ambito dell'ordinamento civile e perché, in alcuni casi, per loro è più conveniente agire senza i vincoli imposti dal riconoscimento;
4. Fine costitutivo ed essenziale di religione e di culto.[2]

L'ultimo dei quattro è il più importante e più discrezionale, non essendoci un parametro fisso su cosa sia fine religioso e/o di culto o meno. Solitamente rientrano in queste attività esercizio stretto del culto e cure delle anime, formazione del clero e dei religiosi, scopi missionari, catechesi, come evince dall'art. 16 della legge 222/1985. Le altre attività come assistenza e beneficenza, istruzione, educazione, cultura e attività commerciali o di lucro non rientrano come fini religiosi, anche se possono essere esercitati secondariamente dall'ente.
L'art. 16 della legge n. 222/1985 sembra uniformarsi all'opinione di Ferraboschi, secondo cui le attività di istruzione, educazione e cultura possono essere assimilate a quelle religiose, nello specifico all'istruzione religiosa dei fedeli. Per quanto riguarda invece le attività di assistenza e beneficenza, bisogna distinguere tra gli enti che svolgono queste attività in modo complementare (che perciò possono essere qualificati come ecclesiastici) ed enti per i quali l'assistenza e la beneficenza costituiscono il fine istituzionale (per i quali si porrebbe la presunzione di laicità).

## Tipologie
Gli enti ecclesiastici possono svolgere attività di ogni genere, finanche lucrativa, purché il fine principale sia e rimanga quello di religione di culto, potendo esercitare le prime soltanto nei limiti consentiti dalle leggi. Inoltre le attività profane ricadono interamente sotto la legislazione specifica a loro destinate. L'esempio più ricorrente è quello delle scuole private gestite da enti confessionali, che non potranno invocare nessun privilegio: sarà l'ente che le gestisce ad avere quelle caratteristiche, ma non quell'attività dell'ente. Ne conseguono alcune conseguenze pratiche particolari, come l'obbligo di tenere distinte le scritture contabili e la totale sottoposizione al diritto comune delle attività profane e al regime speciale di quelle totalmente religiose.
Il legislatore italiano ha evitato accuratamente di fornire legislativamente una definizione o un genus di ente ecclesiastico, rimanendo totalmente aperto.

### Enti a base associativa e fondatizia
È una delle tipologie più corpose ed antiche, specialmente per la religione cristiana e cattolica. Sono gli Istituti religiosi conosciuti spesso come ordini, corporazioni, congregazioni eccetera. Sono molto differenti tra loro per struttura ed attività, mantenendo in comune solo due aspetti, la vita di povertà e castità dei membri e l'aspetto della comunità.
Hanno due requisiti generici:
- Sede principale in Italia
- Rappresentanza giuridica e di fatto di cittadini italiani

Nel caso della Chiesa Cattolica, questi due requisiti sono sufficienti per quegli enti di diritto pontificio, approvati direttamente dalla Santa Sede. Per quelli diocesani, ovvero più piccoli e approvati e/o eretti da un Ordinario di una diocesi, servono altri due requisiti complementari, l'assenso delle Santa Sede per il riconoscimento civile e garanzie di stabilità.
Sono previste anche le Società di vita apostolica per membri senza voti religiosi ma che abbiano deciso di condurre una vita in comune secondo un proprio stile. Anche in questo caso servono tutti i requisiti degli istituti religiosi di diritto pontificio ed assenso della Santa Sede, ma anche un carattere non locale dell'organizzazione la cui diffusione deve essere allegata nella domanda di riconoscimento con una relazione.
Per i fedeli laici cattolici sono previste associazioni pubbliche, con gli stessi requisiti delle società di vita apostolica.
Esistono infine associazioni private di fedeli e pubbliche che non possono per vocazione o motivi di ogni tipo o non vogliono ottenere il riconoscimento. In questo caso, rimanendo persone giuridiche private, mantengono comunque alcuni aspetti degli enti ecclesiastici, potendo l'Autorità ecclesiastica intervenire sulle attività.
Discorso a parte meritano le confraternite, anche se rientrano fra le associazioni di fedeli, a seconda dei casi pubbliche o private.
Infine vanno annoverate tra le associazioni fondatizie le fondazioni di culto e soprattutto le chiese. Queste ultime per avere il carattere di Chiesa, devono essere aperte al pubblico, provviste di mezzi sufficienti per manutenzioni ed ufficiatura ed annesse ad un altro ente ecclesiastico, non necessaria a livello materiale quanto a livello funzionale.